# Караван-сарай Ахмаджон
Караван-сарай Ахмаджон — памятник культурного наследия, расположенный в историческом центре Бухары (Узбекистан). Включен в национальный перечень объектов недвижимого имущества материального и культурного наследия Узбекистана — находится под охраной государства.
В советское время он долгие годы служил общежитием и постепенно заполнялся строительными и бытовыми отходами. С 2003 года полуразрушенный караван-сарай реконструируется французской ассоциацией.